# Carsten Bunk
Carsten Bunk   (Berlín, 29 de febrer de 1960) és un remer alemany, ja retirat, que va competir sota bandera de la República Democràtica Alemanya durant les dècades de 1970 i 1980.
El 1980 va prendre part en els Jocs Olímpics d'Estiu de Moscou, on guanyà la medalla d'or en la competició de quàdruple scull del programa de rem. Formà equip amb Frank Dundr, Uwe Heppner i Martin Winter.
En el seu palmarès també destaquen dues medalles al Campionat del Món de rem júnior, de plata el 1977 i d'or el 1978 i el campionat nacional de 1980 en scull individual.